# Joseph Lyons

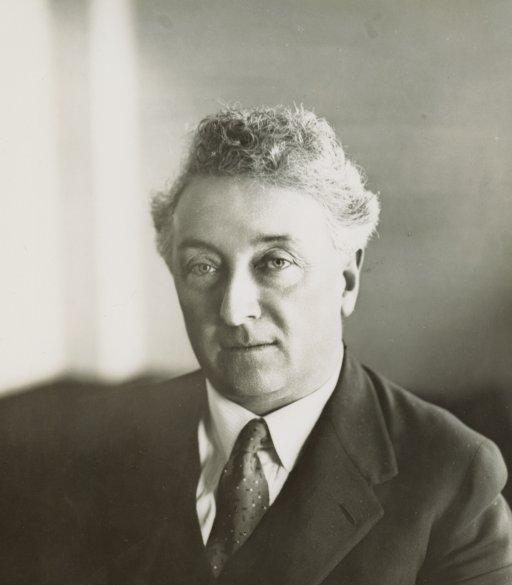
Joseph Lyons

Joseph Aloysius Lyons, CH (* 15. September 1879 in Stanley (Tasmanien); † 7. April 1939 in Sydney, New South Wales) war ein australischer Politiker und der 10. Premierminister des Landes. Seine Amtszeit dauerte vom 6. Januar 1932 bis zum 7. April 1939.

## Leben
Lyons wurde in Circular Head, in der Nähe von Stanley in Tasmanien als Sohn irischer Einwanderer geboren. Sein Vater, Michael Lyons, war ein erfolgreicher Farmer, der später auch ins Fleischerei- und Bäckerei-Geschäft einstieg. Seine Erfolge wurden jedoch durch seinen schlechten Gesundheitsstand wieder wertlos, so dass er fortan als Arbeiter zu arbeiten hatte. Seine Mutter bemühte sich sehr um die Familie und um die insgesamt acht Kinder, doch trotz allem musste Lyons schon mit neun Jahren die Schule verlassen, um als Bote und in einer Druckerei zu arbeiten. Mit Hilfe zweier Tanten gelang es ihm, am Smith Teachers’ Training College in Hobart eine Ausbildung zum Lehrer zu machen. Er wurde aktiver Gewerkschafter und frühes Mitglied in der Australian Labor Party (ALP) in Tasmanien.

## Staatspolitik
Im Jahr 1909 wurde er in das tasmanische Parlament gewählt. Von 1914 bis 1916 war er Finanz- und Bildungsminister in John Earles Staats-Labor-Regierung. Als Bildungsminister leitete er umfassende Reformen ein. So sorgte er für die Abschaffung von Gebühren für öffentliche Schule und bessere Gehälter und Arbeitsbedingungen für Lehrer. Zudem gründete er die erste staatliche High School in seiner tasmanischen Heimat.
Im Jahr 1913 wurden ihm von Eliza Burnell, einer Teilnehmerin der Labor-Diskussionsrunde, ihre 15 Jahre alte Tochter, Enid Burnell vorgestellt. Zwei Jahre später heirateten sie. Zusammen hatten sie später elf Kinder.
Als sich die ALP im Jahr 1916 aufgrund von innerparteilichen Differenzen über die allgemeinen Wehrpflicht während des Ersten Weltkrieges spaltete, folgte Earle, ein Befürworter der Wehrpflicht, dem Premierminister von Australien Billy Hughes und verließ die Labor Party. Da Lyons jedoch durch einen irisch-katholischen Hintergrund geprägt und somit ein Gegner der Wehrpflicht in Australien war, blieb er in der Partei und wurde deren Vorsitzender in Tasmanien.
Er führte die Labor-Opposition in Tasmanien, bis er 1923 Premier des Bundesstaates wurde. Er führte eine Minderheitsregierung an und war bis zu seinem Amtsende 1928 auch Schatzminister. Zwar gelang es ihm, mit seiner Partei gute Beziehungen zur Wirtschaft und der konservativen Regierung in der Hauptstadt herzustellen, jedoch gab es immer wieder auch kritische Stimmen aus den Gewerkschaftskreisen seiner Partei, so dass er 1928 die Wahl an die Nationalisten knapp verlor.

## Bundespolitik
Während der Bundeswahlen 1929 stieg Lyons in die landesweite Politik ein und gewann einen Sitz für den Wahlbezirk Wilmot. Er wurde Postmaster-General und Arbeits- und Eisenbahnminister nach dem landesweiten Wahlsieges von James Scullin – seines Vorgängers als Premierminister.
Als die Weltwirtschaftskrise 1930 auch Australien erreichte, fand die Scullin-Regierung keine Antwort. Lyons war Finanzminister von August 1930 bis Januar 1931, als Premier Scullin wegen der Reichskonferenz im Vereinigten Königreich war, um die letzten Fragen zur Unabhängigkeit des Landes zu klären. Im Oktober 1930, er fungierte als amtierender Schatzminister, gab Lyons bekannt, wie er die wirtschaftliche Situation in den Griff bekommen wollte: Zum einen sollten die öffentlichen Ausgaben und Gehälter gesenkt, zum anderen jedoch Firmen mit Krediten unterstützt werden.
Aus der Wirtschaft bekam er für diesen Plan große Zustimmung, während die eigenen Parteimitglieder dem Ganzen eher skeptisch gegenüberstanden und auf höhere Staatsausgaben setzten, um die Wirtschaft wieder in Schwung zu bringen. Von nun an bekam er immer wieder Aufforderungen aus Wirtschafts-Kreisen und aus dem Melbourner Establishment, die Regierung zu verlassen und die Führung der konservativen Opposition zu übernehmen.

## Rückzug aus der Labor Party
Als im Januar 1931 Scullin nach Australien zurückkehrte, setzte dessen Rivalen Theodore wieder als Schatzminister ein. Dies sah Lyons als Zurückweisung seiner Politik und somit verließ er unverzüglich das Kabinett und im März auch die Labour Party. Zusammen mit James Fenton, einem weiteren Minister, und drei anderen Abgeordneten des rechten Parteiflügels nahm er nun auf den Bänken der Opposition Platz. Die oppositionelle Nationalist Party of Australia und die fünf ehemaligen Labor-Abgeordneten bildeten bald darauf eine neue Partei, die United Australia Party. Eigentlich war es jedoch die Weiterführung der nationalistischen Partei unter anderem Namen.
Lyons löste John Latham als Parteiführer ab, da man allgemein annahm, dass Lyons als Familienmensch und irischer Katholik eher Mitglieder und Wähler für die neue Partei finden könne. Vor allem aus dem rechten, konservativen Flügel der Labor Party erhoffte man sich Zuwachs.
Etwa zur gleichen Zeit wie Lyons sagten sich auch fünf Abgeordnete des linken Labor-Flügels von ihrer Stammpartei los und bildeten eine weitere Oppositionsgruppe. Für Lyons waren sie zu radikal, für ihre Parteigenossen nicht radikal genug. Am Ende des Jahres stimmten sie mit der United Australia Party bei einem Misstrauensvotum gegen die Regierung, so dass vorgezogene Neuwahlen erforderlich wurden.
Die Wahlen wurden im Dezember 1931 abgehalten und endeten mit einem klaren Sieg für die UAP unter Führung von Lyons, da er es verstand, seine Partei über alle Klassen hinweg zu positionieren und ein Einheitsgefühl im Volk zu erzeugen. Dabei halfen ihm auch sein familiärer Hintergrund aus der Arbeiterklasse und seine Vergangenheit in der konservativen Labor-Party. Er war bereits der dritte Premierminister des Landes, der anfangs in der Labor Party, bei seiner Wahl jedoch in einer anderen Partei, war.

## Premierminister
In seiner ersten Amtszeit konnte die UAP dank einer klaren Mehrheit selbstständig regieren. Nach der Wahl 1934 schloss man sich mit der National Party of Australia zusammen. Bis 1935 war Lyons sowohl Premier- als auch Schatzminister. In seinem neuen Amt verfolgte Lyons auch weiterhin seine Politik, in der er die staatlichen Ausgaben auf ein Minimum beschränkte.

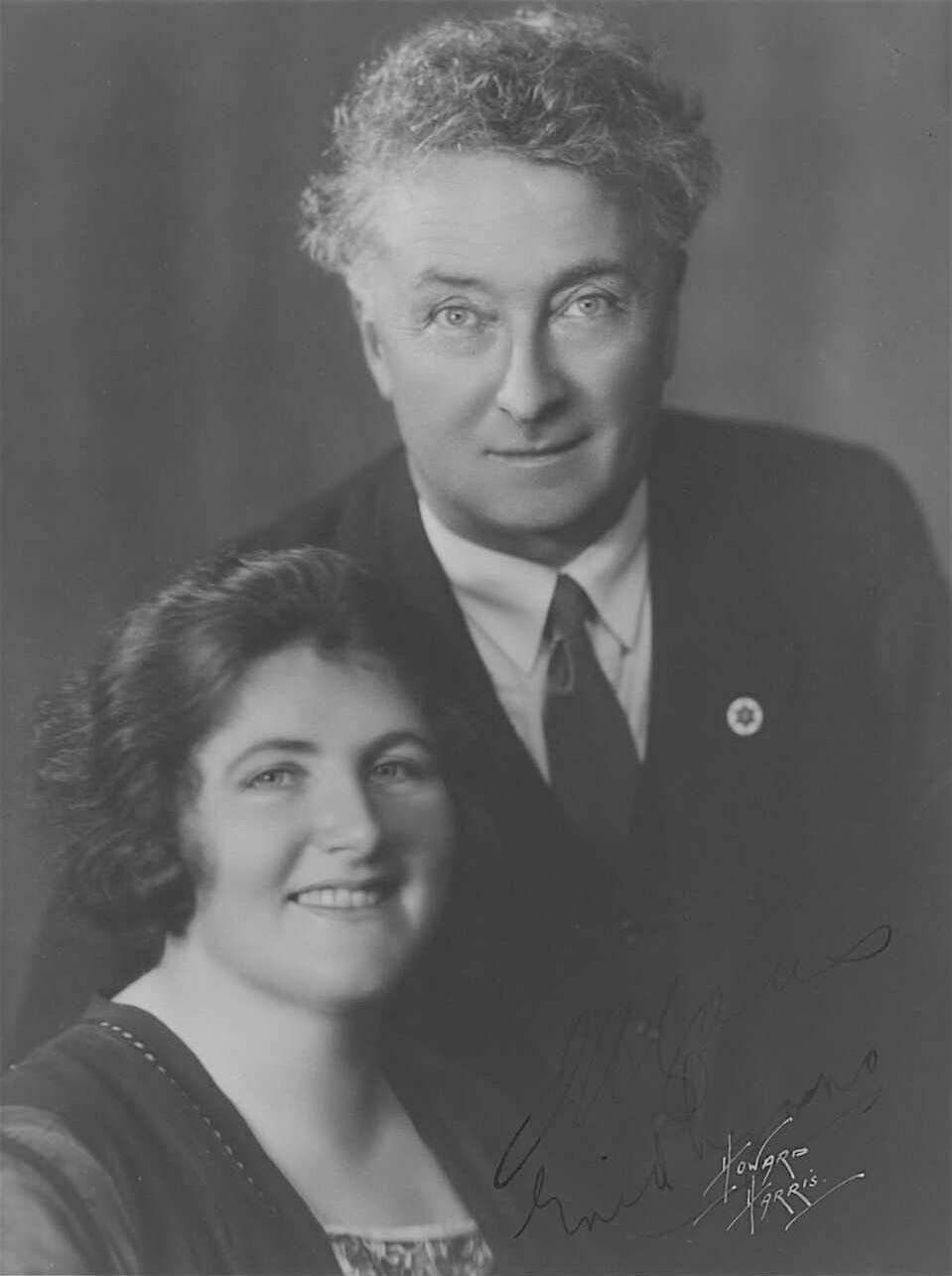
Lyons mit seiner Ehefrau Enid

In seiner Regierungszeit profitierte er zunächst von der weltweiten wirtschaftlichen Stabilisierung und Erholungsphase nach 1932. Seine Außenpolitik war von großer Zustimmung zum Vereinigten Königreich und dem Völkerbund geprägt. Zwar setzte er bei den Beziehungen zu den Diktaturen in Deutschland, Italien und Japan auf Verhandlungen, jedoch ließ er auch die australische Armee aufrüsten und mehrere Rüstungsfabriken bauen.
Im Jahr 1934 wurde Robert Menzies erstmals ins Parlament gewählt. Er wurde vielfach als Lyons Nachfolger angesehen, auch wenn er dies selbst bestritt. Die Regierung gewann auch die Wahlen 1937, doch mit der Verschlechterung der politischen Situation auf internationaler Ebene ging es auch mit der Gesundheit des Pazifisten Lyons bergab. Am 7. April 1939 starb er plötzlich im Alter von 59 Jahren an Herzversagen. Er war der erste Premierminister Australiens, der während seiner Amtszeit verstarb.
Lyons galt im ganzen Land als äußerst beliebter Politiker und sein Tod löste tiefe Trauer aus. In Cartoons wurde er immer wieder als ruhiger, entspannter Koala dargestellt. Nach seinem direkten Vorgänger Scullin war er der zweite römisch-katholische Premierminister und der erste katholische, der nicht Mitglied der Labor Party war.
Als einzige Person in der australischen Geschichte war er Premierminister, Premier eines australischen Staats und Oppositionsführer, sowohl auf staatlicher wie Bundesebene. Zudem ist er der einzige tasmanische Premier des Landes. Die Division of Lyons ist nach ihm benannt. Als einziger australischer Premier erlebte er die Amtszeiten von drei britischen Königen.
Seine Witwe, Enid Lyons, ging ebenfalls in die Politik und wurde 1943 die erste Frau im Repräsentantenhaus. Auch war sie die erste Frau, die Kabinettsministerin war, während Menzies liberaler Regierung. Auch zwei ihrer Söhne waren später in der tasmanischen Politik aktiv.